# Zenitismo

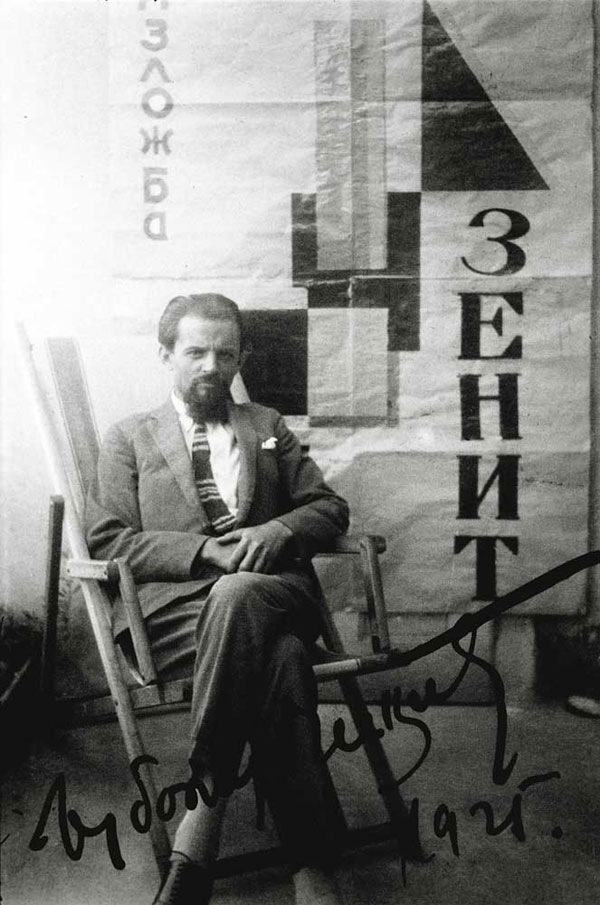
Retrato de Ljubomir Micić, fundador del Zenitismo.

El Zenitismo es una vanguardia literaria y artística que nace con la publicación de la revista Zenit (El pináculo), iniciada en Zagreb, y posteriormente llevada a Belgrado, durante los años de 1921 a 1926. El precursor y principal ideólogo del movimiento fue el escritor Ljubomir Micić, quien a través de la revista Zenit promovió las artes europeas de vanguardia, tales como el expresionismo, el cubismo, el futurismo, el suprematismo y el constructivismo. Al igual que otros movimientos de vanguardia de la época, el Zenitismo mantuvo posturas contra la guerra, la burguesía y el nacionalismo, así como el rechazo al tradicionalismo en las artes y la cultura.

## Historia
Esta vanguardia artística surge poco después de la fundación del nuevo Estado balcánico del Reino de los Serbios, Croatas y Eslovenos (1918), que más tarde sería renombrado como Reino de Yugoslavia. Esta entidad fue peculiarmente multi-étnica, reuniendo a una gran población de serbios, croatas, eslovenos, montenegrinos, macedonios y bosnios. Por tanto, la tarea principal de este Reino fue identificar un modelo de gobernanza que pudiera negociar el amplio espectro de tradiciones políticas, legales, étnicas, lingüísticas, religiosas y culturales. A medida que la nueva nación buscaba definirse y establecerse, el Zenitismo tomó un papel activo en el debate sobre lo que constituía y debía constituir la cultura yugoslava y, por extensión, su identidad misma. Por tanto, el Zenitismo surge durante un período cultural, político e histórico decisivo; fue precedido por eventos como la Primera Guerra Mundial y la Revolución de Octubre, teniendo como escenario de acción a una Europa de posguerra sumamente fragmentada.
Esta vanguardia puede ser vista como un acto de provocación en relación con la estetización de los Balcanes y su cultura, que, hasta entonces, no había participado en los eventos artísticos e históricos de Europa en igualdad de condiciones. Si bien, algunos de los artistas de la vanguardia eran identificados en Europa, el Zenitismo fue el primer movimiento artístico notorio en la región de los Balcanes.
El fundador oficial del movimiento artístico fue Ljubomir Micić (1895-1971), quien en 1921 comenzó actividades en Zagreb para, posteriormente, continuarlas en Belgrado a partir de 1923 hasta 1926, año en que finalizan oficialmente las expresiones zenitistas, a consecuencia de la prohibición que las autoridades yugoslavas establecen a la impresión y difusión de la revista Zenit. Conducido por Micić, su hermano Branislav (quien adopta el seudónimo Branko Ve Poljanski) y su esposa Anuska (firmando sus trabajos como Nina Naj), el Zenitismo reunió una heterogénea masa de artistas para colaborar en proyectos dedicados a desafiar los paradigmas implantados en las artes y la cultura de ese momento.

## RevistaZenit
Zenit fue una revista internacional de arte y cultura iniciada en 1921, en Zagreb, creada y editada por Ljubomir Micić. La revista fue difundida en esta ciudad hasta 1923, y posteriormente en Belgrado hasta 1926, año en el que se prohibió su impresión. En suma, hubo un total de 43 números publicados.
La poética y estética de esta revista reunió a representantes de diversas manifestaciones del arte (teatro, cine, poesía, literatura, bellas artes, arquitectura, música) de Yugoslavia, Rusia y el oeste de Europa.
Desde la primera hasta la última publicación, la revista fue editada por su fundador Ljubomir Micić. En los primeros números, el equipo editorial estuvo conformado por diversos miembros, quienes representaban a la revista fuera de su original centro de publicación (Zagreb); Boško Tokin fue el representante en Belgrado, Branko Ve Poljanski, hermano de Micić, lo fue en Praga y Rastko Petrović en París. Posteriormente, con la integración del poeta franco-alemán Ivan Goll como coeditor, la estructura del equipo editorial se vería afectada repentinamente con el abandono de B. Tokin. En cambio, Goll mantuvo su cargo de coeditor hasta la publicación no. 13, realizada en 1922. Desde entonces Micić editó Zenit por cuenta propia, ocasionalmente con apoyo de su hermano Branko.
Zenit buscaba la eliminación de los viejos valores artísticos y la creación de una nueva cultura, al inicio basada exclusivamente en el expresionismo, pero con el tiempo la definición del movimiento se modificó a una “síntesis del expresionismo, el cubismo y el futurismo” que estimularía la investigación de vanguardia.  Además de dar vida a las páginas de estos 43 números, los proyectos también fueron llevados a espacios físicos, tomando forma en numerosas soirées, conferencias públicas, exposiciones y performances en diversas ciudades de Yugoslavia.
Las publicaciones fueron irregulares y se caracterizaron por sufrir cambios de formato y perspectiva, en términos de diseño gráfico y pictórico.

## Manifiesto Zenitista
El franco-alemán Ivan Goll (1891, Die Sen - 1950, París), poeta, dramaturgo y escritor, se convirtió en colaborador y junto a Micić y Bosko Tokin firmaron el Manifiesto Zenitista (1921).
El “Zenit-Manifesto” hizo fuerte eco en los principios centrales de un sólido discurso contemporáneo que metía en crisis la identidad de Europa, afirmando que la civilización europea había llegado a un punto de estancamiento y decadencia. Bajo la articulación del rechazo a esta tradición, se exigían fuertes cambios como la destrucción de todo lo antiguo, buscando generar una especie de tabula rasa desde donde se pudiera comenzar todo nuevamente, dando nacimiento a una nueva realidad. De esta forma, el Zenitismo adoptó una clara postura ya esbozada por anteriores vanguardias europeas, insistiendo en que la única forma de salir de ese “malestar europeo” era aniquilando el pasado y comprometiéndose plenamente con lo nuevo.
Su objetivo fue establecer y perfilar estéticamente el movimiento de vanguardia en la región balcánica. Para lograrlo, se argumentó a favor de la emancipación artística y cultural de los Balcanes de todo aquel modelo impuesto por Europa occidental, a través del destronamiento de los valores tradicionales, ejemplificados por Molière, Dante, Shakespeare y Kant, a favor de cambiar el proceso de “europeización de los Balcanes” a una “balcanización de Europa”. Las motivaciones decisivas de este proyecto de balcanización se basaron en el deseo de revolucionar el arte, lo cual se lograría mediante la esperada renovación de Europa por medio de un “neobarbarismo” y “primitivismo balcanocéntrico”. Los zenitistas proclamaron y elogiaron los “Nuevos Balcanes”, y la nueva cultura y arte balcánicos como los principales postulados de su programa; proclamaron el nacimiento de un nuevo hombre, personificado por el “Barbarogenio”, un héroe cultural que introduciría un principio esencialmente nuevo en el orden existente de las cosas en la vida y el arte.

## Principales artistas
Los artistas clave de esta vanguardia, fueron los yugoslavos Mihailo S. Petrov (1902-1983, Belgrado) y Jo Klek, pseudónimo adoptado por el arquitecto Josip Seisseil (1904-1987, Krapina).
Mihailo S. Petrov fue artista gráfico, ilustrador, pintor, poeta y crítico, profesor, diseñador de libros y pósteres, y tipógrafo. Gracias a la mediación de Stanislav Vinaver, quien se encontraba en Belgrado recolectando contribuciones para Zenit, Petrov se convirtió en uno de los colaboradores más importantes de la revista durante su primera fase (1921).  Las obras de arte gráfico publicadas en Zenit y en otras revistas de vanguardia [Dada Tank, Ut], fueron realizadas por Petrov bajo un lenguaje formal expresionista, mientras que las formas geometrizadas-constructivistas y el abstraccionismo poscubista emergen en sus dibujos y bocetos para pinturas.
Seissel, nacido en los territorios de Croacia, fue arquitecto, urbanista, zenitista y surrealista, así como un importante precursor de la vanguardia croata, anticipando esta misma en teoría y práctica incluso antes de que el término fuese establecido en el país y en el extranjero. Josip fue reconocido por sus collages constructivistas y fotomontajes, además de su arquitectura imaginaria, presentada bajo proyecciones axonométricas. Fue un exitoso ilustrador y el responsable del diseño constructivista de los libros de Marijan Mikac y las revistas Zenit. La mayoría de su obra artística consiste en obras surrealistas creadas a lo largo de más de medio siglo, y que ahora forman parte de la colección del Museo de Arte Contemporáneo de Zagreb. Entre sus trabajos, destacan dibujos, acuarelas, pasteles, temple y collages. Su obra más famosa es 3C  i tričarije, un ciclo conformado por 19 obras verbo-visuales en acuarela, tinta y temple.

### Otros artistas
La colaboración se extendió a otros movimientos como el constructivismo ruso, con la participación de los artistas I. Ehrenburg y El Lissitzky. Otros colaboraciones también incluyen a W. Gropius, V. Hlebnjikov y K. Maljevič, y a los ex artistas yugoslavos J. Bijelić, V. Biller, Avgust Černigoj, Vilko Gecan y Eduard Stepančič.

## Características

### Literatura
Desde el punto de vista del desarrollo literario, el zenitismo se concentró en postular un nuevo lenguaje poético a través de “declaraciones programáticas”. Las bases de esta renovación del lenguaje se encuentran en el manifiesto de I. Goll, Word as Origin, an attempt at new poetry (Zenit, no. 9). En un principio, se tomaron préstamos de fundamentos futuristas y cubistas; la poética futurista proporcionó la base para el concepto de una palabra poética austera e inequívoca; la similitud con el cubismo se refleja en el carácter realista de la palabra futurista reducida. Tales principios programáticos determinaron implícitamente los versos de L. Micić en el ciclo de poemas numerados, titulado Palabras en el espacio, así como el poema Paris brennt de I. Goll, publicado como segundo volumen de la librería Zenit.
La poesía de L. Micić fue difundida en sus versiones originales y de traducción, incluidas en una selección representativa de poesía moderna croata y eslava del sur (en alemán), así como de poesía yugoslava. Además de Micić, estas antologías incluyeron textos de M. Crnjanski, M. Krleža, G. Krklec y A.B. Simic.
Nikola Polic Kamov ha señalado a Micić como un poeta que, junto con A.B. Simic, M. Krleža y A. Cesarec estaban fomentando el verso libre. Según algunos, Micić fue el primero en Zagreb en promover la idea de actualizar las formas de leer y presentar la poesía moderna.
De igual forma, Zenit publicó varias contribuciones de artistas, poetas y escritores rusos, como el programa de la revista Veshch y la poesía de S. Yesenin y V. Khlebnikov.  Otras colaboraciones en el campo de la poesía fueron las de D. Aleksić, S. Živanović, Ve Poljanski, J .Master y Mihailo S. Petrov.

### Artes visuales
Aunque la literatura fue la disciplina más explorada por el Zenitismo, las páginas de la revista permitieron generar una amplia cultura visual trabajada desde su propia ideología. Desde folletos, carteles y exposiciones dentro de una propia galería Zenit, se defendió la opinión de que todos los potenciales creativos, ideas e implementaciones debieran ser expresiones de la era actual y que, en el contexto social y cultural contemporáneo, los efectos visuales son los factores cruciales de la comunicación. Es por ello que el contenido de Zenit -fenómenos artísticos críticos, reproducciones y todo el diseño gráfico y tipográfico- fueron principalmente funcionales.
Las artes visuales fueron fuertemente marcadas por los lenguajes formales del constructivismo, cubismo, futurismo y suprematismo. En un inicio, se marcó una clara orientación hacia el expresionismo, centrándose en artistas jóvenes no reconocidos.
El zenitismo practicó la interpretación ambivalente del dada y el futurismo, y posteriormente aceptó la nueva ola de cubismo que emergía. En su fase madura, Zenit introdujo un nuevo arte abstracto de orientación conjunta: desde el activismo y la abstracción lírica de Kandinski, hasta diversas tendencias geométricas y movimientos constructivistas: purismo, neoplasticismo y Bauhaus, especialmente el constructivismo, el produccionismo y el funcionalismo. Las composiciones altamente geométricas abundaron en la producción de los artistas ligados a esta vanguardia.
Para una mejor internacionalización del movimiento, Micić utilizó el trabajo de Oleksandr Arjípenko para dar a la escultura un enfoque zenitista, desde sus textos programáticos. En 1923, Micić publicó una rica monografía-álbum (Archipenko - New Plastic) lujosamente ilustrada, que contenía un prólogo titulado Towards Opticoplastics en el que preveía un futuro cinético de la escultura.

### Teatro
Las innovaciones teatrales fueron influidas por fundamentos surrealistas y futuristas, siguiendo la tradición trazada por Apollinaire. Tal noción es plasmada en el prólogo de la obra de Ivan Goll Methusalem oder Der ewige Bürger (Potsdam, 1922), el cual está presente en la forma sintética del teatro futurista (E. Dundek, A. Čebular), quienes tomaron como modelos literarios las síntesis teatrales de Marinetti, también publicadas en Zenit.

### Música
Los Zenitistas expresaron una actitud peculiarmente severa hacia la música, desarrollando sus críticas más duras en la ópera romántica, e igualmente en las tendencias contemporáneas de la música popular. Sin embargo, la atención hacia esta disciplina fue a menudo casi inexistente; más precisamente, establecieron la música en el lugar que creían que merecía y con ello, se disociaron de la necesidad de tratarle: ‘Muzika je jedina oduvek bila umetnost samo zato što je apstraktna i što ne “predstavlja” ništa’ [‘La música siempre ha sido un arte solo porque es abstracta y no “representa” nada] - es una de las primeras declaraciones que Ljubomir Micić ofrece en este ámbito.
En el efímero transitar del Zenitismo, solo existieron contados artículos que trataban directamente a la música: una breve introducción sobre el compositor Serguéi Prokófiev, un recuento del concierto celebrado en Glazbeni zavod en Zagreb, en el abril de 1922, que se dirigió esencialmente a la promoción de las opiniones zenitistas, así como una aproximación a la música de Igor Stravinsky y Antun Dobronić. Mientras que uno de los últimos números, relatos de Četvrti simfonijski koncert [El Cuarto Concierto Sinfónico] y Prvi koncert jugoslovenske horske muzike [El Primer concierto de música coral yugoslava], realmente sirvió para la promoción de los creadores cercanos al Zenitismo.